# Buchholz Challenger
Il Buchholz Challenger è stato un torneo professionistico di tennis giocato su campi in cemento indoor. Faceva parte dell'ATP Challenger Series. L'unica edizione si è disputata nel 1982 a Buchholz, in Germania Ovest.

## Albo d'oro

### Singolare
| Anno | Campione      | Finalista     | Punteggio |
| ---- | ------------- | ------------- | --------- |
| 1982 | Mats Wilander | Sean Sorensen | 6–3, 6–3  |

### Doppio
| Anno | Campioni                 | Finalisti                  | Punteggio |
| ---- | ------------------------ | -------------------------- | --------- |
| 1982 | Mike Gandolfo Derek Tarr | Jiri Prucha Tenny Svensson | 6–4, 6–4  |